# Marián Šťastný
Pour les articles homonymes, voir Šťastný.
Temple de la renommée du hockey tchèque :
Marian Šťastný (né le 8 janvier 1953 à Bratislava en Tchécoslovaquie aujourd'hui ville de Slovaquie) est un joueur professionnel slovaque de hockey sur glace. Il évoluait en tant qu'ailier droit.
Il est membre d'une famille de joueurs de hockey :
- ses deux frères ont joué professionnellement Peter et Anton ;
- ses neveux Yan et Paul, les fils de Peter, sont tous les deux impliqués dans le hockey sur glace à un niveau professionnel.

## Carrière

### Carrière en club

#### Les débuts en Europe
Il fait ses débuts en Europe en jouant pour le club du TJ Slovan CHZJD Bratislava qui évolue dans la 1. liga, la première division tchécoslovaque, en 1973-1974. Lors de sa troisième saison, en 1976-1977, il finit à la huitième place des meilleurs pointeurs de la saison avec le même nombre de points que le huitième, son frère cadet Peter. Tous les deux inscrivent alors 52 points mais Marián inscrit trois buts de plus que son frère. L'équipe, sixième du championnat, va monter en puissance et les frères Šťastný également puisque la saison suivante, Marián termine cinquième pointeur de la saison et Peter septième. Il est également désigné comme faisant partie de la première équipe-type de la saison— son frère étant dans la seconde.
La saison 1978-1979 reste la saison de référence pour la famille Šťastný puisque les trois frères, Peter, Marián et Anton, emmènent l'équipe à son premier titre de champion de Tchécoslovaquie. Alors que l'ensemble de l'équipe inscrit 215 buts, les trois frères sont les auteurs de 103 de ses buts. L'année suivante, alors que le club finit à la troisième place du championnat, Marián quitte ses deux frères pour rejoindre le HC Dukla Jihlava alors que Peter va remporter la Zlatá hokejka — Crosse d'Or — remise au meilleur joueur tchécoslovaque en 1980,.
Alors que ses deux frères quittent la Tchécoslovaquie en compagnie de dirigeants des Nordiques de Québec de la Ligue nationale de hockey le 24 août 1980, Marián quant à lui refuse de fuir en même temps, craignant pour sa famille — il est déjà marié et père de trois enfants — qu'il n'avait pas pu amener avec lui. L'équipe nationale était à Innsbruck en Autriche pour y disputer un tournoi et les deux frères cadet réussirent à s'enfuir. Marián Šťastný va quant à lui devoir attendre un an avant de rejoindre ses deux frères et il quitte également le pays de nuit et de manière clandestine en juin 1981. Entre-temps, il aura passé une saison entière sans jouer, est mis sous surveillance et voit tous ses amis et proches être soumis à de nombreux interrogatoires.

#### En Amérique du Nord
Il rejoint l'Amérique du Nord, le 6 juin 1981, et ses deux frères chez les Nordiques de Québec de la Ligue nationale de hockey avant le début de la saison 1981-1982 alors qu'il avait signé en tant qu'agent libre avec la franchise un an avant en compagnie de ses deux frères. Jouant sur la même ligne que ses frères, il aide l'équipe à atteindre les séries malgré une quatrième place de division. L'équipe perd alors au troisième tour contre les futurs vainqueurs de la Coupe Stanley, les Islanders de New York.
À la suite de sa seconde saison dans la LNH, Marián et Peter sont tous les deux appelés pour jouer le 35e Match des étoiles de la LNH. Au terme d'une saison encore une fois moyenne, l'équipe perd au premier tour des séries. Au cours des saisons qui vont suivre, il inscrit de moins en moins de points et joue même moins qu'avant avec l'équipe et en 1984-1985, il ne joue qu'une cinquantaine de matchs au cours de la saison régulière et seulement deux matchs au cours des séries.
Avant le début de la saison 1985-1986, il quitte alors les Nordiques en tant qu'agent libre et signe un nouveau contrat avec les Maple Leafs de Toronto le 12 août 1985. Il joue finalement une saison entière dans l'équipe qui se qualifie de justesse pour les séries puis l'année d'après il quitte l'Amérique du Nord pour la Suisse et le HC Sierre. Encore une fois, il ne va jouer qu'une seule saison pour le club qui finit à la huitième place du championnat,.

### Carrière internationale
Il représente l'équipe de Tchécoslovaquie au cours des Jeux olympiques d'hiver de Lake Placid (États-Unis) en 1980. L'équipe finit 5e du tournoi.
De plus, il joue pour son pays lors des Championnats du monde de hockey sur glace suivants : 1976 et 1977 (médaille d'or) et 1975, 1978 et 1979 (médaille d'argent).

## Statistiques

### Statistiques en club
| Saison     | Équipe                     | Ligue      |     | Saison régulière | Saison régulière | Saison régulière | Saison régulière | Saison régulière |   | Séries éliminatoires | Séries éliminatoires | Séries éliminatoires | Séries éliminatoires | Séries éliminatoires |
| Saison     | Équipe                     | Ligue      | PJ  | B                | A                | Pts              | Pun              | PJ               | B | A                    | Pts                  | Pun                  |                      |                      |
| 1970-1971  | TJ Slovan CHZJD Bratislava | 1. liga    |     |                  |                  |                  |                  |                  |   |                      |                      |                      |                      |                      |
| 1971-1972  | TJ Slovan CHZJD Bratislava | 1. liga    |     | 17               | 11               | 28               |                  | -                | - | -                    | -                    | -                    |                      |                      |
| 1972-1973  | TJ Slovan CHZJD Bratislava | 1. liga    |     |                  |                  |                  |                  | -                | - | -                    | -                    | -                    |                      |                      |
| 1973-1974  | TJ Slovan CHZJD Bratislava | 1. liga    |     | 14               | 7                | 21               |                  | -                | - | -                    | -                    | -                    |                      |                      |
| 1974-1975  | TJ Slovan CHZJD Bratislava | 1. liga    | 43  | 36               | 27               | 63               | 57               | -                | - | -                    | -                    | -                    |                      |                      |
| 1975-1976  | TJ Slovan CHZJD Bratislava | 1. liga    | 31  | 17               | 11               | 28               | 53               | -                | - | -                    | -                    | -                    |                      |                      |
| 1976-1977  | TJ Slovan CHZJD Bratislava | 1. liga    | 43  | 28               | 20               | 48               |                  | -                | - | -                    | -                    | -                    |                      |                      |
| 1977-1978  | TJ Slovan CHZJD Bratislava | 1. liga    | 44  | 33               | 23               | 56               | 58               | -                | - | -                    | -                    | -                    |                      |                      |
| 1979-1980  | HC Dukla Jihlava           | 1. liga    | 14  | 8                | 6                | 14               | 0                | -                | - | -                    | -                    | -                    |                      |                      |
| 1978-1979  | TJ Slovan CHZJD Bratislava | 1. liga    | 40  | 39               | 25               | 74               | 22               | -                | - | -                    | -                    | -                    |                      |                      |
| 1979-1980  | TJ Slovan CHZJD Bratislava | 1. liga    | 22  | 20               | 15               | 35               | 22               | -                | - | -                    | -                    | -                    |                      |                      |
| 1981-1982  | Nordiques de Québec        | LNH        | 74  | 35               | 54               | 89               | 27               | 16               | 3 | 14                   | 17                   | 5                    |                      |                      |
| 1982-1983  | Nordiques de Québec        | LNH        | 60  | 36               | 43               | 79               | 32               | 2                | 0 | 0                    | 0                    | 0                    |                      |                      |
| 1983-1984  | Nordiques de Québec        | LNH        | 68  | 20               | 32               | 52               | 26               | 9                | 2 | 3                    | 5                    | 2                    |                      |                      |
| 1984-1985  | Nordiques de Québec        | LNH        | 50  | 7                | 14               | 21               | 4                | 2                | 0 | 0                    | 0                    | 0                    |                      |                      |
| 1985-1986  | Maple Leafs de Toronto     | LNH        | 70  | 23               | 30               | 53               | 21               | 3                | 0 | 0                    | 0                    | 0                    |                      |                      |
| 1986-1987  | HC Sierre                  | LNA        | 27  | 23               | 19               | 42               | 24               |                  |   |                      |                      |                      |                      |                      |
| Totaux LNH | Totaux LNH                 | Totaux LNH | 322 | 121              | 173              | 294              | 110              | 32               | 5 | 17                   | 22                   | 7                    |                      |                      |

## Équipes d'étoiles et trophées
- 1978 et 1979 : nommé dans l'équipe d'étoiles de la 1. liga.
- 1983 : joue dans le Match des étoiles de la LNH.

### Transaction en carrière
- 26 août 1980 : signe un contrat comme agent libre avec les Nordiques de Québec.
- 12 août 1985 : signe un contrat comme agent libre avec les Maple Leafs de Toronto.

## Après-carrière
Il est propriétaire de l'Hôtel-Golf Stastny situé à Saint-Nicolas (Lévis) près de la ville de Québec,.

## Honneurs

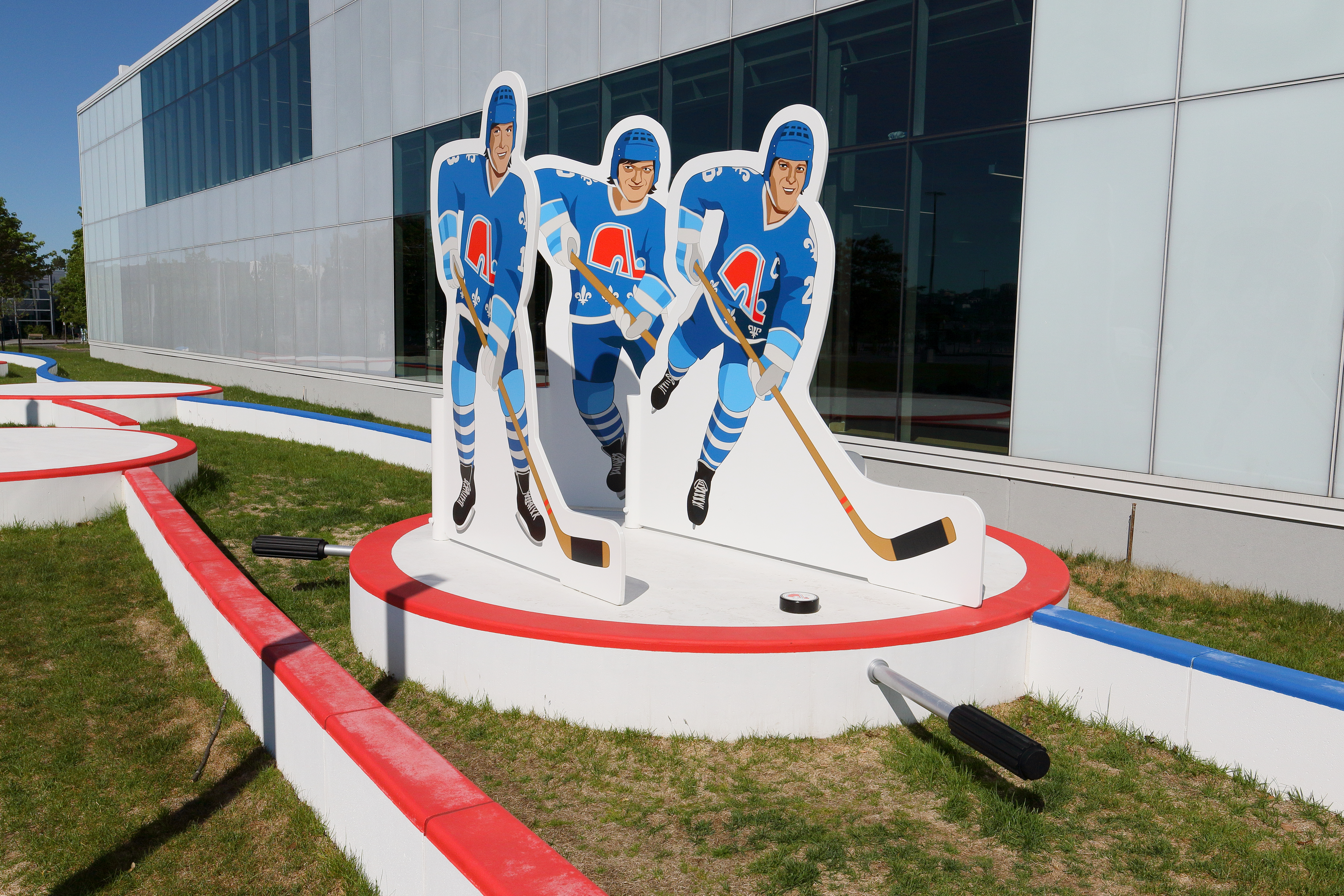
Toucher la cible : oeuvre en hommages au frères Stastny à Québec.

Toucher la cible, œuvre de Pierre Brassard et Marie-Pier Lebeau Lavoie (2019) : on y retrouve les frères hockeyeurs slovaques Peter, Marian et Anton Šťastný dans un format géant de jeu de hockey sur table. Cette oeuvre est présente à la Place Jean-Béliveau à Québec.